# Pillage du mausolée de l'imam Hussein
Le pillage du mausolée de l'imam Hussein par les tribus bédouines wahhabites est un événement qui a eu lieu le 20 avril 1801. Le raid a été mené par Abdelaziz ben Mohammed ben Saoud, fils aîné de Mohammed Ibn Saoud, fondateur de la dynastie saoudienne.

## Contexte

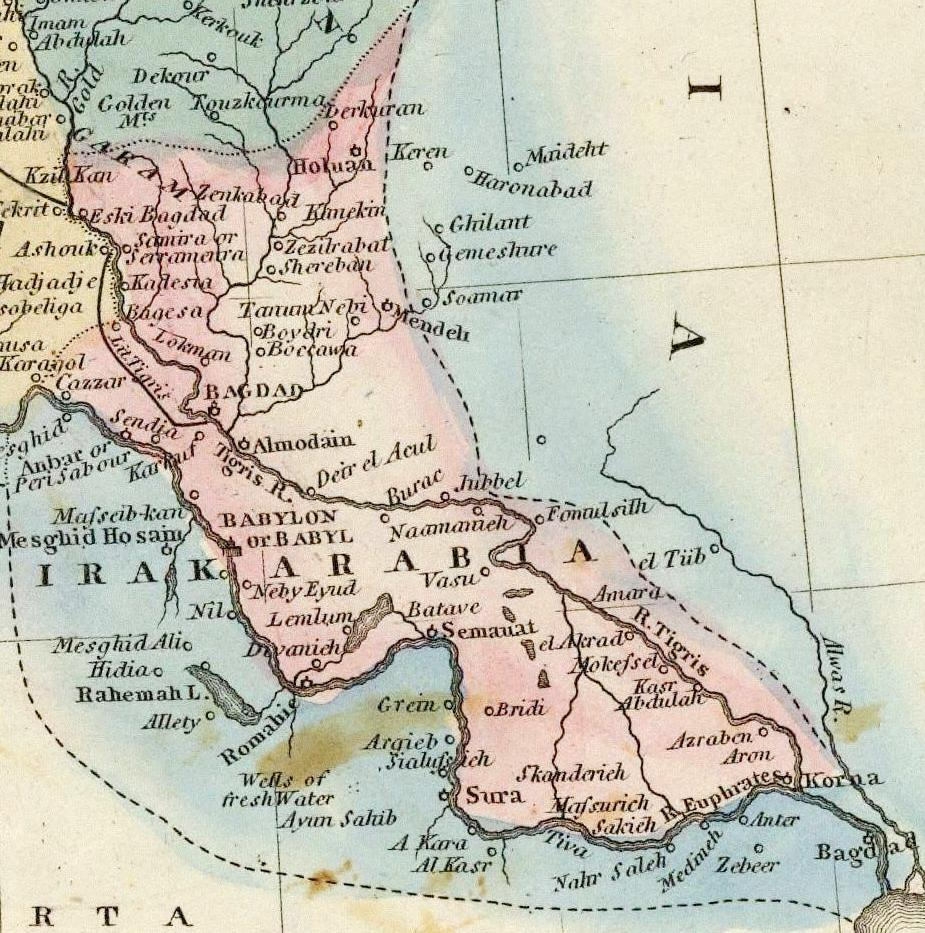
Mesghid Hosain (Kerbala) dans l'eyalet de Bagdad, carte de Fielding Lucas Jr., 1823.

Le wahhabisme est une doctrine fondée par Mohammed Ibn Saoud et Mohammed ben Abdelwahhab. Elle prêche un islam « pur » et un retour aux sources. Ainsi, elle tient en horreur tout rite qui s'éloignerait de l'islam appliqué à l'époque du prophète Mahomet, et tout acte qu'ils considèrent comme de l'association à Dieu comme notamment la vénération des morts ou l'élévation de grands tombeaux.
Kerbala, située 900km au nord de Dariya, foyer à l'époque des wahhabites, est une ville d'importance capitale pour les chiites. Elle abrite la tombe d'Hussein, fils de Ali ibn Abi Talib et petit-fils du prophète Mahomet, tué en l'an 680 lors de la bataille de Kerbala. Les fidèles chiites ont élevé sur son tombeau un mausolée où ils se rendent régulièrement pour y faire un pèlerinage, pratique qui est considérée comme détestable par les wahhabites.
De plus, le premier État saoudien dirigé par Abdelaziz ben Mohammed ben Saoud a réuni assez de forces pour étendre son territoire et propager par la force sa doctrine.
Selon une source occidentale contemporaine (l'artilleur officier français Jean Raymond), le pacha de Bagdad et le sultan Abdelaziz sont, entre 1798 et 1799, dans une politique de coexistence pacifique. Les wahhabites se mettent à fréquenter les lieux chiites pour y commercer. Seulement en 1800, une querelle survient entre une caravane wahhabite et des chiites en pèlerinage sur le mausolée de l'imam Ali à Nadjaf. Les chiites, membres de la tribu des Hazail, profitent de la tombée de la nuit et égorgent une trentaine de wahhabites. Le sultan Abdelaziz demande justice à un pacha méprisant.

## Déroulement
Les habitants de la ville de Kerbala et les gardes du mausolée d'Hussein, tous chiites, se rendent chaque année au pèlerinage au mausolée d'Ali à Nadjaf. Abdelaziz ben Mohammed ben Saoud décide d'attendre cette date pour piller Kerbala. Le 20 avril 1801, il met à exécution son projet. 12 000 guerriers wahhabites et 6 000 dromadaires se présentent tout d'un coup dans la ville de Kerbala, alors quasiment déserte. Ils viennent rapidement à bout de la faible résistance qui leur est opposée. Cependant, furieux qu'on leur résiste, ils appliquent à la lettre les préceptes stricts de leur doctrine. Ainsi, tous les hommes trouvés à Kerbala sont massacrés et les femmes enceintes éventrées pour s'assurer qu'aucun mâle n'en réchappe,.
Le tombeau est détruit, les minarets abattus, la coupole démontée et les richesses qui s'y trouvaient, notamment des tapis tissus de perles, et tous les trésors apportés de toute la Perse deviennent la propriété des wahhabites. Le profit de cette expédition est pour eux immense et ils reviennent dans la Dariya sans perdre un seul homme .

## Conséquences
Le sac de Kerbala constitue un véritable traumatisme pour les chiites irakiens et poussent ces derniers à accélérer le processus de conversion au chiisme duodécimain des tribus arabes de la région entamé lors du siècle précédent. Ainsi, alors que l'Irak était restée un pays majoritairement sunnite pendant plusieurs siècles, un recensement effectué par les autorités coloniales britanniques en 1919 indique qu'une majorité absolue de la population irakienne (53 %) professe le chiisme duodécimain. 
Le sac de Kerbala contribue également à renforcer l'influence perse sur la Sawad. Peu de temps après le pillage, le souverain kadjar Fath Ali Chah, qui se veut le défenseur du monde chiite, envoie 500 familles baloutches originaires du sud-est de son Empire pour assurer la protection de la ville.  
Par la suite, le mausolée est reconstruit grâce aux offrandes des chiites du Moyen-Orient et de l'Inde britannique, notamment du royaume d'Awadh, dans la vallée du Gange, qui offre un riche baldaquin d'argent et de velours : sa livraison est assurée par les Britanniques mais, à la grande surprise de ceux-ci, les oulémas chiites exigent un don de 8 000 roupies en monnaie pour l'accepter, l'usage voulant que tout don s’accompagne d'une commission pour les oulémas.

Galerie
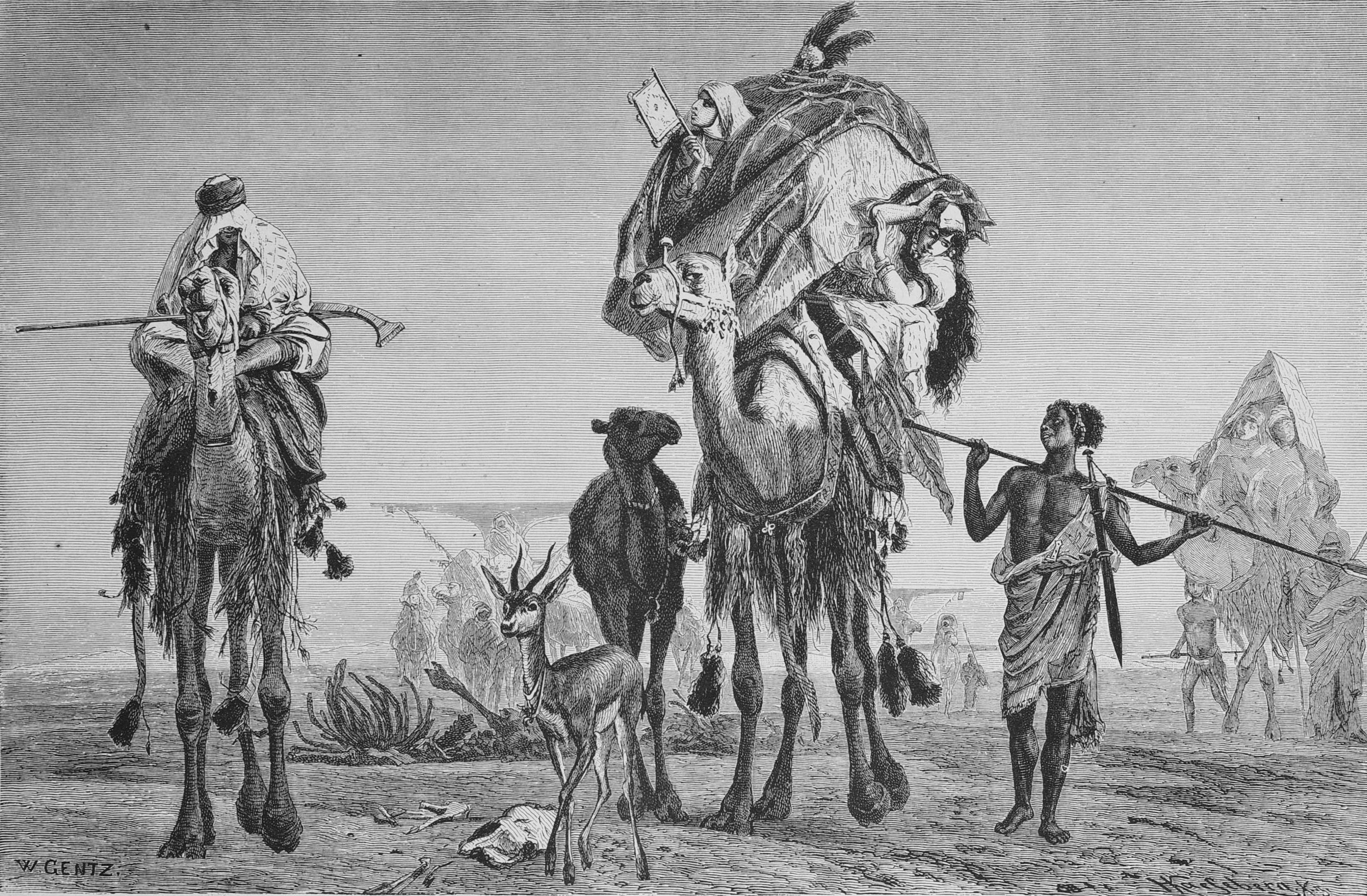
Bédouins dans le désert, Die Gartenlaube, 1878
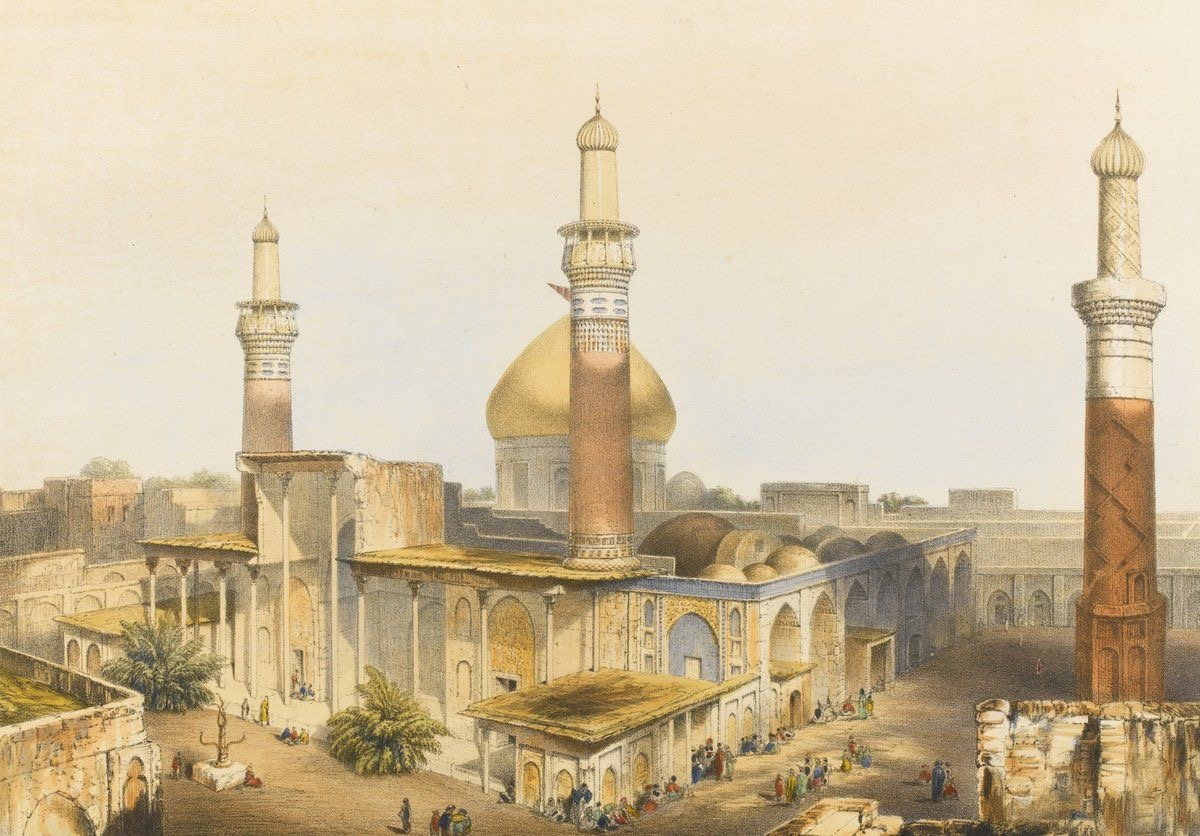
Le mausolée d'Hussein après sa reconstruction, 1850
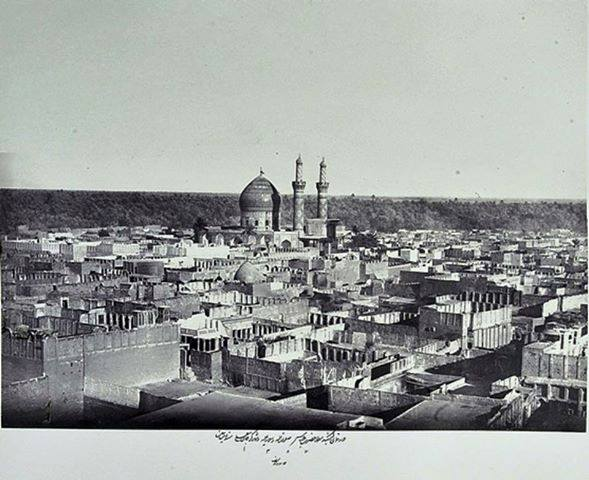
Kerbala vers 1890-1899
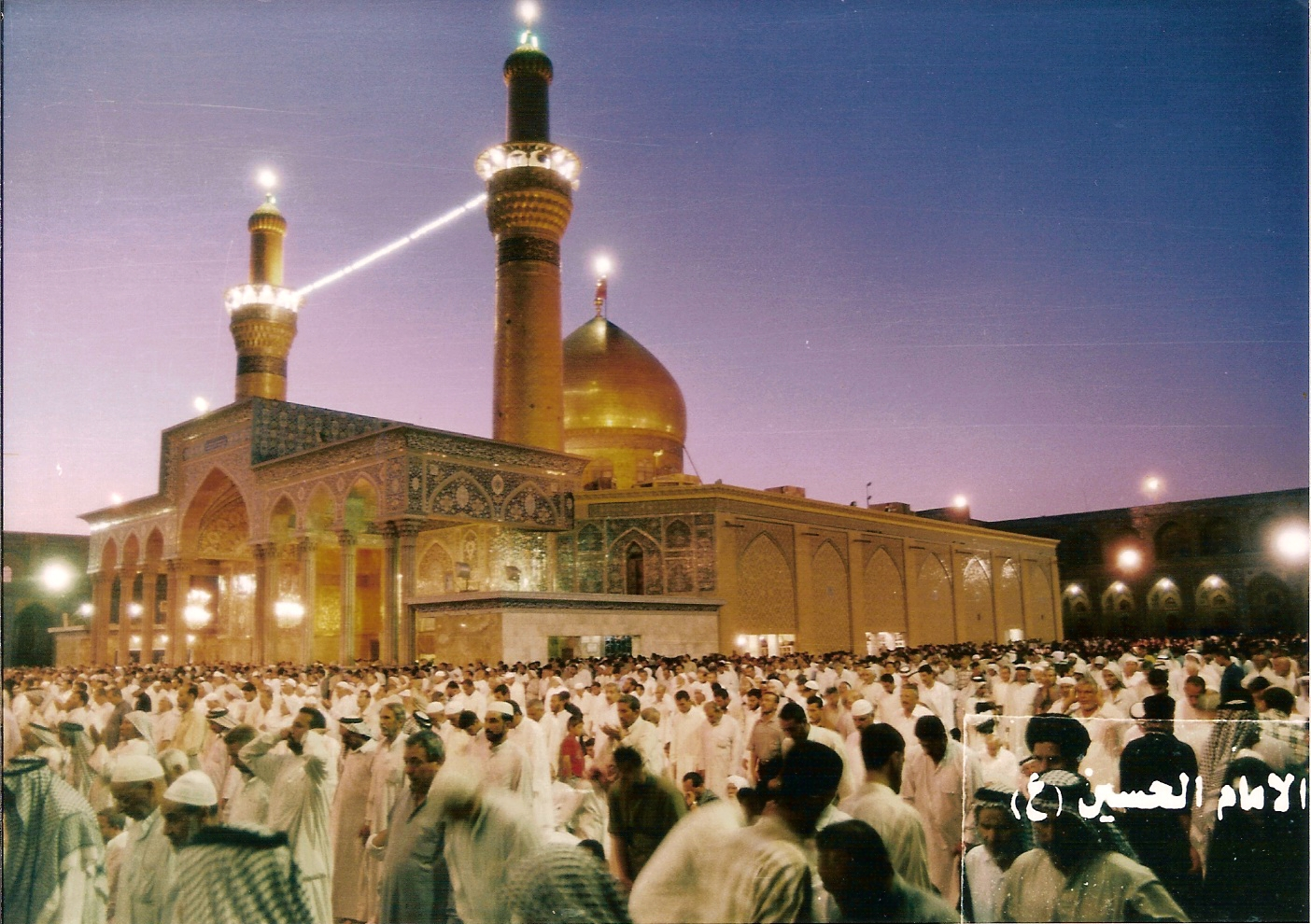
Le mausolée d'Hussein en 2006